# Cầu Vasco da Gama
Cầu Vasco da Gama là một cây cầu dây văng qua sông Tagus ở Lisboa, thủ đô Bồ Đào Nha. Đây là cầu dài nhất châu Âu, với tổng chiều dài 17,2 km (10,7 dặm).
Đây là cây cầu dài nhất châu Âu còn đang được sử dụng (bao gồm cầu cạn), với tổng chiều dài 17,185 kilômét (10,678 mi), bao gồm 0,8 kilômét (0,50 mi) cho cây cầu chính và 11,5 kilômét (7,1 mi) ở cầu cạn, với 4,8 kilômét (3,0 mi) đường bộ truy cập chuyên dụng. Mục đích của nó là để giảm bớt tình trạng tắc nghẽn trên cầu khác của Lisbon (Cầu 25 de Abril), và kết nối với đường cao tốc trước đó không có liên quan tỏa ra từ Lisbon.
Xây dựng bắt đầu vào tháng 2 năm 1995; cây cầu được thông xe vào ngày 29 tháng 3 năm 1998, trong thời gian cho hội chợ triển lãm quốc tế 98, Hội chợ Thế giới đó tổ chức kỷ niệm 500 năm bá tước Vasco da Gama khám phá ra tuyến đường biển từ châu Âu đến Ấn Độ.

## Mô tả

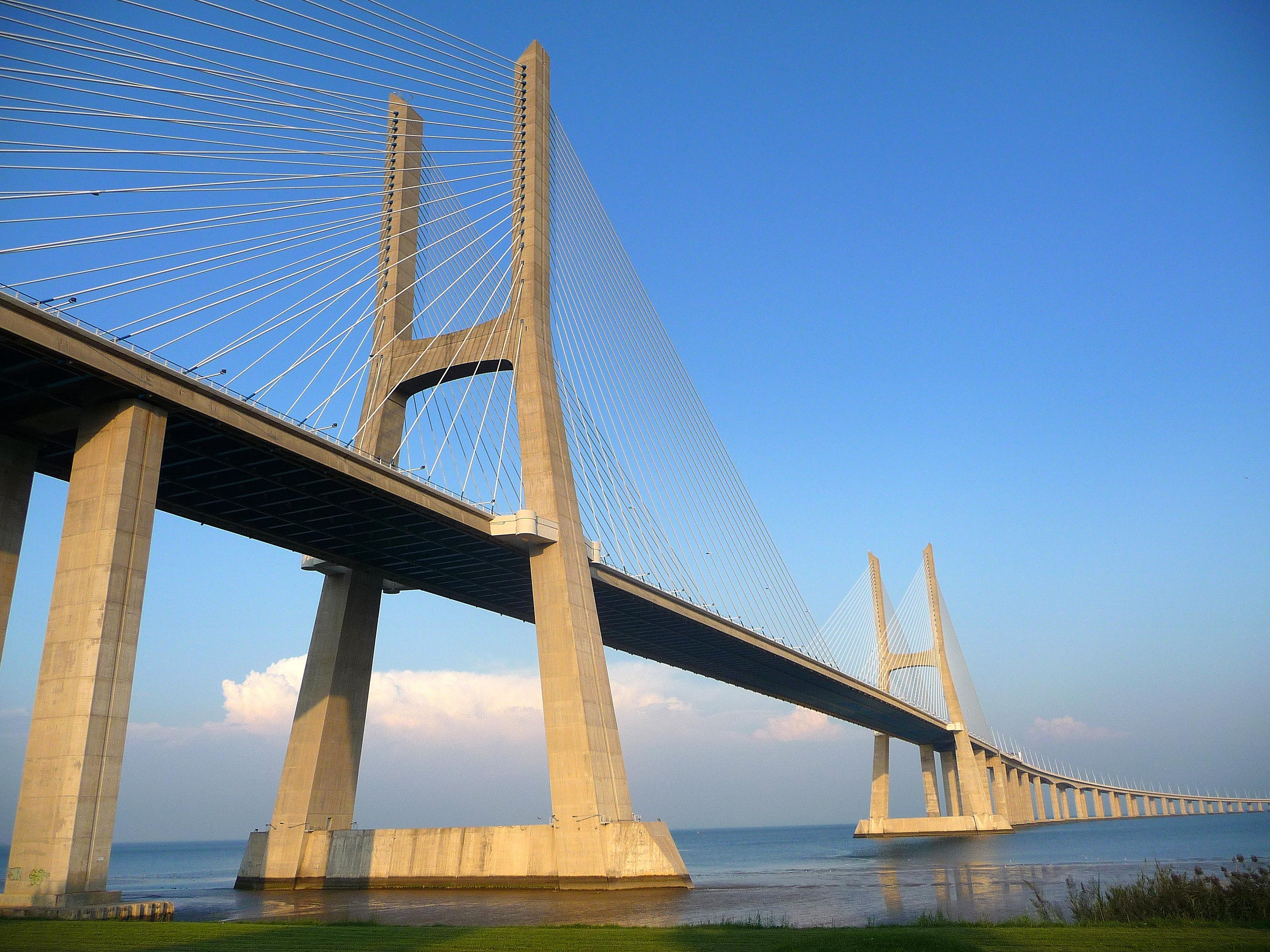
Cầu chính Vasco da Gama

Cây cầu có sáu làn đường, với một giới hạn tốc độ 120 km/h (75 mph), giống như đường cao tốc, trừ một phần trong đó được giới hạn 100 km/h (60 mph). Vào những ngày nhiều gió, mưa và sương mù, giới hạn tốc độ được giảm xuống 90 km/h (56 mph). Số làn đường sẽ được mở rộng đến tám khi giao thông đạt trung bình hàng ngày của 52.000 xe.
Cây cầu có tuổi thọ mong đợi là 120 năm, đã được thiết kế để chịu được tốc độ gió 250 km/h (155 mph) và ổn định lên đến một trận động đất mạnh 4,5 lần so với trận động đất Lisbon lịch sử năm 1755 (ước tính khoảng 8,7 độ Richter). Các cọc móng sâu nhất, lên đến 2,2 m (7,2 ft) đường kính, đã được đóng xuống đến 95 m (312 ft) dưới mực nước biển trung bình. Áp lực bảo tồn môi trường dẫn đến việc lề trái cầu cạn được mở rộng vào phía trong để bảo tồn đầm lầy bên dưới, cũng như các trụ đèn khắp cây cầu bị nghiêng vào bên trong để không làm phát sáng trên sông bên dưới.

## Xây dựng và chi phí
Dự án $ 1,1 tỉ USD được chia làm bốn phần, mỗi phần được xây dựng bởi một công ty khác nhau, và được giám sát bởi một tập đoàn độc lập. Có tới 3.300 người lao động đồng thời trên các dự án, trong đó đã mất tới 18 tháng chuẩn bị và 18 tháng thi công. Các nguồn tài chính là thông qua một hệ thống xây dựng-vận hành-chuyển giao bởi Lusoponte, một tập đoàn tư nhân được phép đầu tiên thâu 40 năm phí sử dụng của cả hai cầu Lisbon. Vốn Lusoponte là 50,4% từ các công ty Bồ Đào Nha, 24,8% Pháp và 24,8% của Anh. Tính đến tháng 6 năm 2014, tiền phí mỗi xe hơi con là 2,65 € (lên đến 11,55 € cho mỗi xe tải (Tháng 8 năm 2013)) hướng Bắc (thành Lisbon). Và miễn phí cho giao thông đi về hướng nam.